# Kitinen
Kitinen är ett vattendrag och biflöde till Kemi älv i Finland. Det ligger i landskapet Lappland, i den norra delen av landet, 800 km norr om huvudstaden Helsingfors.